# Festa a sorpresa per Topolino
Festa a sorpresa per Topolino (Mickey's Surprise Party) è un film del 1939 prodotto da Walt Disney e diretto da Hamilton Luske. È un cortometraggio d'animazione della serie Mickey Mouse che sponsorizza i prodotti Nabisco. Più breve degli altri corti della serie, è noto per essere il primo film Disney pubblicitario e determina la prima apparizione di Topolino e Minni con il nuovo design creato da Fred Moore. Fu distribuito negli Stati Uniti dalla stessa Nabisco il 18 febbraio 1939. Successivamente fu proiettato alla Fiera di New York del 1939.

## Trama
Minni sta cucinando per Topolino dei biscotti come quelli che faceva la madre di lui. Quando se ne va, la sua cagnolina Fifi fa cadere accidentalmente dei popcorn nell'impasto mentre insegue una mosca. Ignara di ciò, Minni inforna l'impasto e si prepara ad accogliere il fidanzato. Quando Topolino e Pluto arrivano, Minni accetta i fiori di Topolino, ma Fifi respinge l'osso di Pluto. Nel frattempo i biscotti si stanno bruciando, e quando Minni li tira fuori il granoturco inizia a scoppiare. 
Minni scoppia a piangere per il disastro. Topolino la consola rivelandole che anche la sua mamma bruciava i biscotti che preparava, ma questo la fa piangere ancora di più, a punto tale che piange anche Fifi. Topolino ha un'idea e se ne va con Pluto per fare una sorpresa. I due tornano con diversi prodotti Nabisco, tra cui Lorna Doone, Social Tea, Oreo, Ritz e Barnum's Animal Crackers, mentre Pluto offre a Fifi i Milk-Bones. Quando Topolino offre a Minni i Fig Newtons, lei lo copre di baci.

## Distribuzione

### Edizione italiana
L'unico doppiaggio italiano del corto fu realizzato quando esso fu inserito nel film di montaggio direct-to-video I capolavori di Minni, uscito solo in VHS nel marzo 2000. Il doppiaggio fu eseguito dalla Royfilm in collaborazione con la Angriservices Edizioni e diretto da Leslie La Penna su dialoghi di Giorgio Tausani, e fu poi utilizzato anche per la distribuzione del corto integrale in DVD.

### Edizioni home video
Il cortometraggio fu distribuito in DVD come Easter egg nel secondo disco della raccolta Topolino star a colori, facente parte della collana Walt Disney Treasures e uscita in America del Nord il 4 dicembre 2001 e in Italia il 21 aprile 2004. A differenza degli altri corti inclusi nella raccolta, non è restaurato ed è preceduto da un'introduzione di Leonard Maltin.